# Narraghmore
Narraghmore är en ort i republiken Irland.   Den ligger i grevskapet Kildare och provinsen Leinster, i den centrala delen av landet, 50 km sydväst om huvudstaden Dublin. Narraghmore ligger 118 meter över havet och antalet invånare är 345.
Terrängen runt Narraghmore är platt, och sluttar västerut.Runt Narraghmore är det ganska tätbefolkat, med 62 invånare per kvadratkilometer. Närmaste större samhälle är Droichead Nua, 15,1 km norr om Narraghmore. Trakten runt Narraghmore består i huvudsak av gräsmarker.